# Archiphlebia
Archiphlebia es un género de polillas tortrícidas, categorizado en la tribu Grapholitini, de la subfamilia Olethreutinae. Fue descrito por Horak y Komai en 2006.

## Especies
- Archiphlebia endophaga (Meyrick, 1911)
- Archiphlebia gilva Horak y Komai, 2016
- Archiphlebia rutilescens (Turner, 1945)